# زهرة وطنية
تختار بعض الدول نباتاتها المميزة لتكون رمزاً يمثّل مناطق جغرافية معينة فيها. في حين تختار دول أخرى زهرة وطنية. تُتّبع إجراءات عديدة لتبنّي مثل هذه الرموز، وتخضع لبعض الإجراءات الحكومية، بينما يتم اختيار هذه الرموز في دول أخرى بأخذ نتائج استطلاعات الرأي العام غير الرسمية. استخدم تعبير الزهرة الوطنية أول ما استخدم في كل من أستراليا وكندا. أما في الولايات المتحدة فيستخدم تعبير «زهرة الولاية». 

## أفريقيا
| الدولة       | الزهرة الوطنية      | صورة | ملاحظات                                    |
| ------------ | ------------------- | ---- | ------------------------------------------ |
| مصر          | نيلوفر اللوتس       |      | صُمم برج القاهرة في مصر على شكل زهرة اللوتس |
| إثيوبيا      | الكالا الإثيوبية    |      |                                            |
| ليسوتو       | ألوة متعددة الأوراق |      |                                            |
| ليبيريا      | الفلفل الأسود       |      |                                            |
| زيمبابوي     | الماجدة الرائعة     |      |                                            |
| تونس         | الياسمين            |      |                                            |
| جنوب أفريقيا | البروطيا الخرشوفية  |      |                                            |
| نيجيريا      | القسط المنظاري      |      |                                            |
| ناميبيا      | الفليفيتشيا الرائعة |      |                                            |
| موريشيوس     | التروشتية البوتونية |      |                                            |
| ليبيا        | الرمان              |      |                                            |

## آسيا
| الدولة                   | اسم الزهرة                                     | معلومات إضافية | صورة                            |
| ------------------------ | ---------------------------------------------- | --- | ------------------------------- |
| أفغانستان                | توليب                                          | |                                 |
| المملكة العربية السعودية | زهرة الخزامى                                   | |                                 |
| بنغلاديش                 | زهرة زنبق الماء الأبيض أنظر أيضاً شعار بنجلادش. | |                                 |
| بوتان                    | الشقائق الزرقاء                                | |                                 |
| بروناي                   | سمبوه آير                                      | | Dil suffrut 100524-1817 sap.jpg |
| كمبوديا                  | Mitrella mesnyi\رومدول                         | |                                 |
| الصين                    |                                                | لا يوجد زهرة وطنية حالياً للصين. في مناطق الصين المختلفة، تتخذ تسميات مختلفة عندما يتعلق الأمر بالرموز الوطنية. |                                 |
| هونغ كونغ                | بوهينيا بلاكايينا                              | اتخذت أنواع بوهينيا بلاكايينا الأصلية التي اكتشفت في هونغ كونغ زهرة وطنية. اختيرت هذه الزهرة شعاراً للمجلس الحضري عام 1965، ثم استخدمت لاحقاً في علم وشعار هونغ كونغ بعد نقل السيادة على الجزيرة من المملكة المتحدة إلى الصين الشعبية عام 1997. |                                 |
| ماكاو                    | جذور اللوتس                                    | الزهرة التي تمثل ماكاو هي جذور اللوتس، ويمكن رؤية صورة منمنمة لهذه الزهرة على علم ماكاو. |                                 |
| الهند                    | جذور اللوتس                                    | الزهرة الوطنية للهند هي أيضاً جذور اللوتس. وسبب اختيار هذه الزهرة يعود إلى أنها تحافظ على نفسها نقية حتى في البيئة القاسية. |                                 |
| إندونيسيا                | الفل                                           | كل إقليم من أقاليم إندونيسيا له زهرة وطنية، كما تستخدم النباتات المحلية كرموز. |                                 |
| إيران                    | الوردة الحمراء، توليب، زنبق الماء، سرو المتوسط | |                                 |
| العراق                   | الوردة                                         | |                                 |
| إسرائيل                  | بخور مريم باللغة العبرية רקפת)                 | |                                 |
| الأردن                   | السوسنة السوداء                                | |                                 |
| اليابان                  | ساكورا                                         | لم تسمِّ حكومة اليابان زهرة وطنية للإمبراطورية رسمياً، حالها حال طائر الدراج الأخضر الذي اعتبر طائر وطني من قبل هيئات غير حكومية عام 1947. علماً بأنه لم يعتمد كل من العلم والنشيد الوطني رسمياً في اليابان إلا عام 1999. الزهرة الوطنية لليابان هي ساكورا (زهور الكرز)، في حين استخدمت صورة منمنمة للأقحوان كختم رسمي للبيت الإمبراطوري الياباني                             |                                 |
| كوريا الشمالية           | ماغنوليا                                       | |                                 |
| كوريا الجنوبية           | خطمي سوري (وردة شارون)                         | |                                 |
| الكويت                   | العرفج                                         | |                                 |
| لاوس                     | بلومريا (شامبا)،                               | لا تزال هذه الزهرة رمزاً وطنياً في لاوس على الرغم من أنها لم تعد مستوطنة في المنطقة. |                                 |
| ماليزيا                  | بونغا رايا (كركديه صيني)، خطمي وردي صيني       | |                                 |
| المالديف                 | وردة الحدائق وردة.                             | |                                 |
| نيبال                    | وردية رودودندرون                               | |                                 |
| باكستان                  | الياسمين الشامي                                | الشجرة الوطنية فهي الدلب المشرقي في منطقة جامو وكشمير، أما الفاكهة الوطنية فهي المانجو. |                                 |
| الفلبين                  | الفل (الياسمين العربي)                         | اعتمدت الفلبين زهرة الفل كزهرة وطنية لأنها ترمز للنقاء والنظافة نظراً للونها النقي وراحتها الزكية. |                                 |
| سنغافورة                 | أوركيدا                                        | نوع "واندا میس جواکیم"، أو أوركيد سنغافورة. |                                 |
| سريلانكا                 | زنبق الماء                                     | |                                 |
| تايوان                   | زهرة الخوخ                                     | الزهرة الوطنية التي اختيرت رسمياً هي (زهرة الخوخ)، اختاراها حكومة (يوان التنفيذية) في جمهورية الصين في 21 يوليو، 1965. تعتبر زهرة الخوخ المعروفة بـ (الميهوا) رمزاً للمرونة والمثابرة في وجه الشدائد، وذلك لأن أزهار البرقوق تزدهر بحيوية حتى وسط الثلوج في فصل الشتاء القاسي. يرمز التجمع الثلاثي للسداة الثلاث للشعب، بينما البتلات الخمس ترمز للفروع الخمسة من الحكومة. |                                 |
| تايلند                   | الزهرة الوطنية لتايلند هي خيار شمبر            | |                                 |
| فيتنام                   | جذور اللوتس                                    | |                                 |

## أوراسيا
| الدولة  | اسم الزهرة الوطنية                                                                            | معلومات إضافية | صورة |
| ------- | --------------------------------------------------------------------------------------------- | -------------- | ---- |
| أرمينيا | آلثايا الأرمنية، السلة الأرمنية، موسكاري أرمني، الخشخاش الأرمني، (فارجا زهرة)، توليب أرمينيا. |                |      |
| قبرص    | بخور مريم القبرصي                                                                             |                |      |
| تركيا   | توليب                                                                                         |                |      |
| روسيا   | أقحوان                                                                                        |                |      |

## أوروبا
| الدولة          | اسم الزهرة الوطنية | صورة |
| --------------- | --- | ---- |
| ألبانيا         | شقائق النعمان. يمكن العثور على هذه الزهرة في كافة أنحاء البلاد، على الرغم من أن أصولها تعود إلى الأناضول، تعرف هذه الزهرة لجمالها وقيمتها الطبية، ويوجد باللون الأحمر والأسود، كما تبدو في علم ألبانيا |      |
| النمسا          | جنطيانا جبال الألب |      |
| بيلاروسيا       | كتان، قنطريون (غير رسمي) |      |
| البوسنة والهرسك | الزنبق البوسني |      |
| بلغاريا         | ورد جوري |      |
| كرواتيا         | السوسن الكرواتي، فيليبتسكا ديجينيا، سنديان، زيزفون |      |
| التشيك          | زيزفون كورداتا |      |
| الدنمارك        | لا يوجد زهرة وطنية في الدنمارك. لكن فازت زهرة بليس معمر عام 1980 في مسابقة خاصة لاختيار زهرة وطنية، لكنها لم تعتمد رسمياً. عام 1936، رد المكتب الدنماركي لشؤون الأجانب على استفسار من الأرجنتين يسأل عن الزهرة الوطنية للدنمارك بأنها نفل المروج، نظراً لمزاياها الزراعية المميزة. لكن لاحقاً نسي أمر الرسالة والزهرة الوطنية |      |
| إستونيا         | قنطريون عنبري |      |
| جزر فارو        | قطيفة السبخات |      |
| فنلندا          | مضعف، الورد الأبيض |      |
| فرنسا           | سوسن. السوسن هو الزهرة الوطنية لفرنسا ممثلة في شعار زهرة الزنبق رمز ملوك فرنسا. |      |
| ألمانيا         | قنطريون عنبري، سنديان |      |
| جبل طارق        | Iberis gibraltarica |      |
| اليونان         | غار (نبات)، بنفسج |      |
| المجر           | توليب |      |
| آيسلندا         | درياس ثماني البتلات |      |
| إيرلندا         | نبتة النفل (ثلاثية الورقة) |      |
| إيطاليا         | بخور مريم، بليس معمر، السوسن |      |
| لاتفيا          | أقحوان المروج الشائع |      |
| ليتوانيا        | سذاب شديد الرائحة |      |
| جمهورية مقدونيا | قمح، تبغ (وخشخاش منوم). تظهر ثلاثتها في شعار مقدونيا |      |
| مالطا           | قنطريون الصخور المالطي |      |
| موناكو          | قرنفل شائع |      |
| هولندا          | توليب |      |
| النرويج         | كاسر الحجر |      |
| بولندا          | خشخاش منثور |      |
| البرتغال        | الخزامى، زيتون، سنديان فليني، قرنفل شائع وكوب الماء |      |
| رومانيا         | ورد السياج، الفاوانيا الرومانية |      |
| اسكتلندا        | الشوك (أو الشوك الاسكتلندي) |      |
| صربيا           | خوخ، ليلك، سنديان |      |
| سلوفاكيا        | وردة، زيزفون قلبي الأوراق |      |
| إسبانيا         | القرنفل الشائع. تعتبر زهرة القرنفل الزهرة الوطنية لإسبانيا وتسمى بالإسبانية "clavel". وترتبط هذه الزهرة بالفلكلور الإسباني، خاصة في جنوب إسبانيا أو الأندلس. لا ترتبط هذه الزهرة بالجانب المنتج لإسبانيا فحسب، بل إنها ترتبط برمز خاص للمحبة بين العشاق منذ النهضة الإسبانية، كما تعتبر رمزاً دينياً يرتبط بالعاطفة المسيحية المتمثل بتاج الشوك. في إسبانيا وأمريكا الإسبانية، ترمز القرنفل إلى العاطفة، وهي معبّرة جداً عن حركات اليد. في اللغة الإسبانية، يعبر معنى اسم الزهرة caprice عن العاطفة والرغبة والأماني |      |
| السويد          | لا يوجد في السويد زهرة وطنية، لكن ثمة زهرة تقليدية خاصة بكل مقاطعة من مقاطعات السويد. |      |
| سويسرا          | إديلويس |      |
| أوكرانيا        | زهرة الشمس، رباطية، كرز |      |
| المملكة المتحدة | تعتمد كل دولة من دول المملكة المتحدة الأربع زهرة وطنية خاصة. فالزهرة الوطنية لإنجلترا هي وردة تيودور |      |
| جزيرة أيرلندا   | الكتان، زنبق برتقالي، أو نفل |      |
| اسكتلندا        | الشوك اسكتلندي، الجرسية الزرقاء الاسكتلندية (الجريس مستدير الورق) أو خلنج |      |
| ويلز            | النرجس، كراث أو بلوط لاطئ |      |

## أمريكا الشمالية والوسطى
| الدولة             | الزهرة الوطنية | صورة |
| ------------------ | --- | ---- |
| أنتيغوا وبربودا    | الزهرة الوطنية لأنتيغوا وبربودا هي صبار كاراتو. |      |
| البهاما            | الزهرة الوطنية لجزر البهاما هي (تيكومة واقفة الصفراء). |      |
| بربادوس            | تعرف الزهرة الوطنية لبربادوس محلياً باسم البندق الهندي (بندق هندي). |      |
| بليز               | الزهرة الوطنية لبليز هي الأوركيد الأسود (Prosthechea cochleata) |      |
| برمودا             | Strict blue-eyed grass ‏ (Sisyrinchium montanum) |      |
| كندا               | ورقة القيقب هي الرمز الأكثر شهرة لكندا. تشتمل العديد من أعلام الولايات الكندية وشعاراتها على رموز زهرية. فعلم مونتريال يتضمن أربع زهرات. أما علم ساسكاتشوان فيتقاطع على طرفه الأيمن نصفي زهرتي زنبق ذهبية وخضراء، والزنبق هي الزهرة الوطنية للمقاطعة. شعار مقاطعة بورت كوكويتلام يتضمن الزهرة الوطنية للمقاطعة، زهرة الأزاليا. شعار جزيرة الأمير إدوراد يتضمن خف السيدة، وهي الزهرة الوطنية للجزيرة. شعار نوفا سكوتشا يتضمن زهرة أيار. |      |
| كوستاريكا          | – "Guaria morada", Guarianthe skinneri |      |
| كوبا               | "Mariposa" "الفراشة"، الاقحوان التويجي |      |
| دومنيكا            | خشب كويب (Poitea carinalis) |      |
| جمهورية الدومنيكان | الزهرة الوطنية لجمهورية الدومنيكان هي الماهوغاني أو زهرة شجرة ماهوغاني |      |
| السلفادور          | الزهرة الوطنية للسلفادور هي يوكا غواتيمالية |      |
| غواتيمالا          | الراهبة البيضاء، (Lycaste skinneri) |      |
| هندوراس            | Orquídea Brassavola, (Rhyncholaelia) |      |
| جامايكا            | الزهرة الوطنية لجمايكا هي "خشب القديسين" (جياك مخزني). |      |
| المكسيك            | داليا (زهرة) |      |
| نيكاراغوا          | الزهرة الوطنية لنيكاراغوا هي الياسمين الهندي الأبيض، وقد أعلنت زهرةً وطنية للبلاد في 17 آب\أغسطس عام 1971. اسمها مشتق من نيكاراو وهو اسم القبيلة التي تتحدث لغة ناواتل التي كانت تستوطن نيكاراغوا. توجد هذه الزهرة في متنزه منطقة بركان ماسايا الوطنية وأماكن أخرى. |      |
| بنما               | الزهرة الوطنية لبنما هي أوركيد الروح القدس أو لا فلور ديل إسبيريتو سانتو (Peristeria elata ‏). تشتهر هذه الزهرة بألوان بتلاتها العاجية وأزهارها الجميلة. |      |
| بورتوريكو          | Flor de Maga ‏ |      |
| سانت كيتس ونيفس    | بونسيانا |      |
| ترينداد وتوباغو    | Chaconia (Warszewiczia coccinea) ‏ |      |
| الولايات المتحدة   | عام 1986، وقّع الرئيس الأمريكي رونالد ريغان تشريعاً سمي بموجبه الورد الزهرة الوطنية للولايات المتحدة. في الولايات المتحدة، تم اعتماد زهور الولايات وأشجارها كرموز وطنية للولايات نفسها. |      |

## أوقيانوسيا

### أستراليا

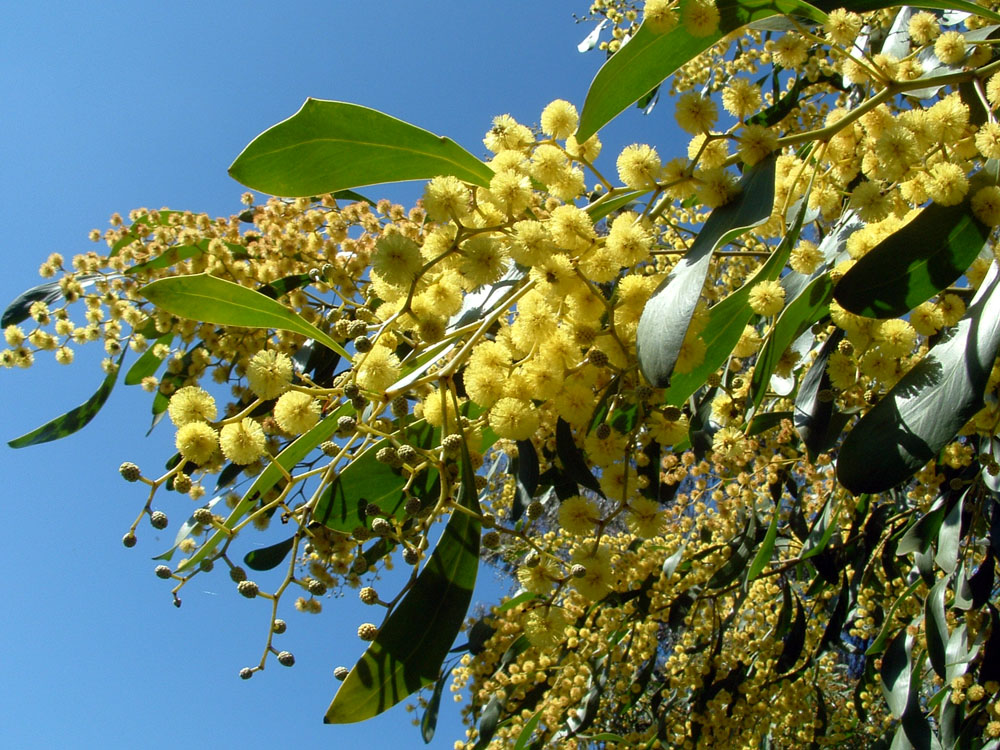
السياج الذهبي، الزهرة الوطنية التي تبنتها أستراليا منذ عام 1988

السياج الذهبي (الأكاشا) أعلنت كزهرة وطنية رسمياً في الأول من سبتمبر عام 1988.

### بولينزيا الفرنسية
الزهرة الوطنية هي «الجاردينيا التاهيتية» أو «زهرة تياري»؛ وهي الزهرة الوطنية لكل من تاهيتي وبولينزيا الفرنسية وجزر كوك.

### فيجي
الزهرة الوطنية هي «تاغيماوسيا» (Medinilla waterhousei) وهي كرمة ذات زهور بيضاء وحمراء، تستوطن مرتفغات جزيرة تافيوني.

### نيوزيلندا
تعرف «فضية السرخس» باعتبارها الشعار الوطني في نيوزيلندا. ومن الشعارات النباتية الأخرى كورو وكوهاي وهي شجرة محلية ذات أزهار صفراء و (متروسدرس متعالي) المعروف بشجرة عيد الميلاد النيوزيلندية.

### تونغا
زهرة تونغا الوطنية هي «هيلالا» أو الغرسنية اللاطئة. وقد أطلق اسم هذه الزهرة على مسابقة ملكة الجمال الأكثر شعبية في تونغا «مهرجان هيلالا». كما أطلق الاسم على عدد من المنتجعات. تستخدم هذه الزهرة لأغراض طبية وللزينة.

## أمريكا الجنوبية

### الأرجنتين

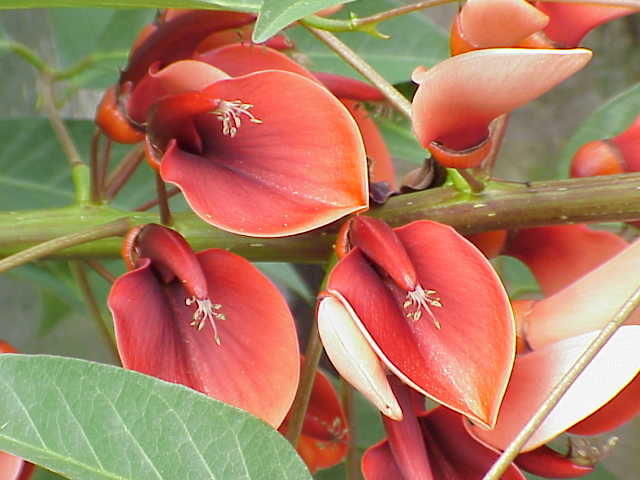
الزهرة الوطنية للأرجنتين وأوروغواي.

الزهرة الوطنية في الأرجنتين هي زهرة شجرة «سايبو» أو تعرف باسم «الحمرية-عرف الديك»

### بوليفيا
الزهرتان الوطنيتان في بوليفيا هما Kantuta (Catua buxifolia) وpatujú (هيليكونيا منقارية)

### البرازيل
الزهرة الوطنية للبرازيل هي Tabebuia alba

### تشيلي
- تشيلي – لاباجيريا (Lapageria rosea)

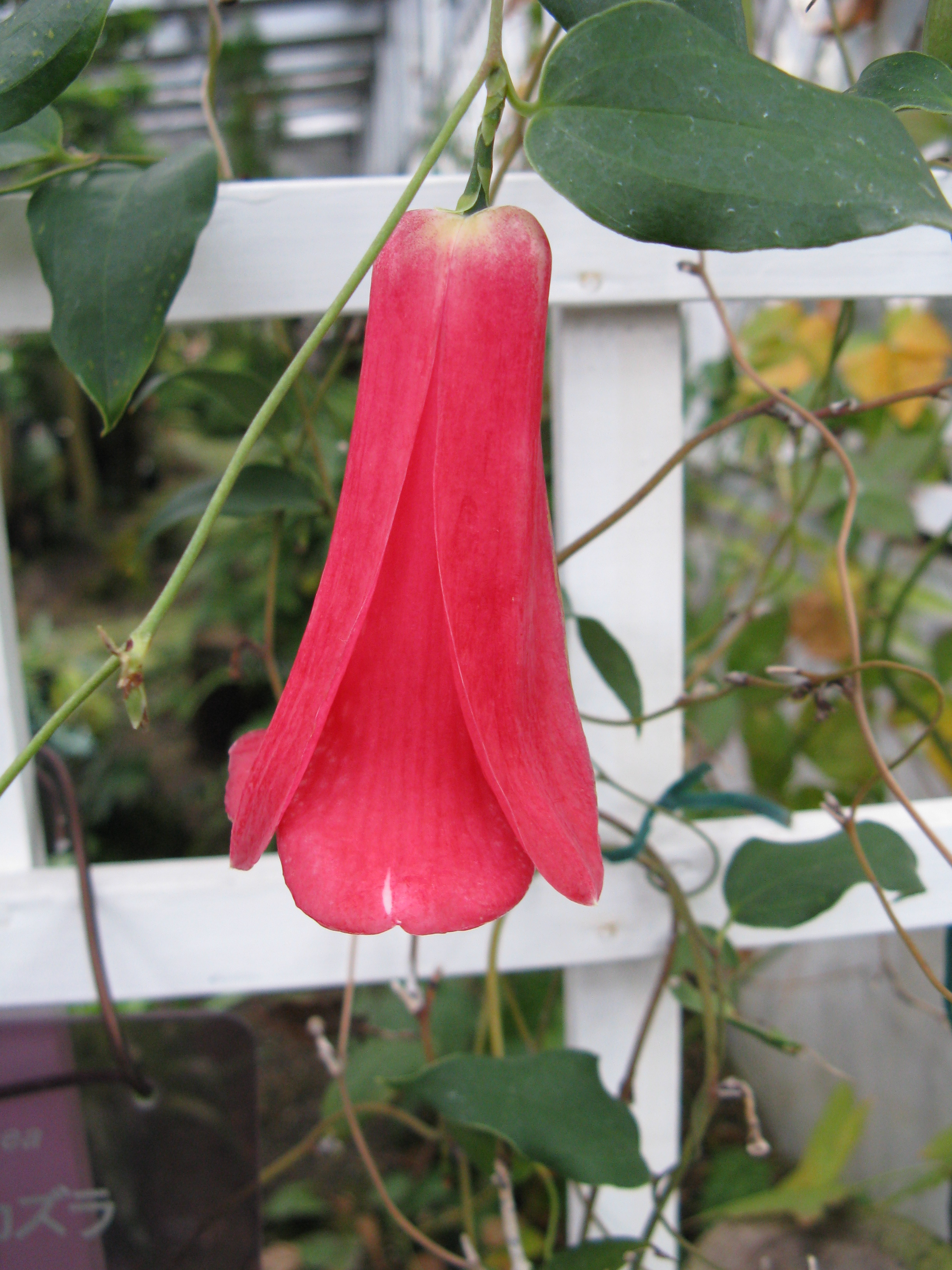
Copihue, the national flower of Chile

### كولومبيا
الزهرة الوطنية لكولومبيا هي Cattleya trianae وهي من الزهور السحلبية التي تزهر في أيار (مايو)، وقد اختيرت هذه الزهرة لأن ألوانها هي نفس ألوان العلم.

### إكوادور
الزهرة الوطنية للإكوادور هي الوردة.

### غيانا
- غيانا – Victoria regia lily

### بيرو
الزهرة الوطنية في بيرو هي كانتوتا (أو تلفظ قانتوتا من لهجة كتشوا). ويمكن العثور عليها في الأودية العالية في إقليم الأنديز في بيرو وبوليفيا.

### باراغواي
- باراغواي – Mburucuyá

### أورغواي
- أورغواي – Ceibo

### فنزويلا

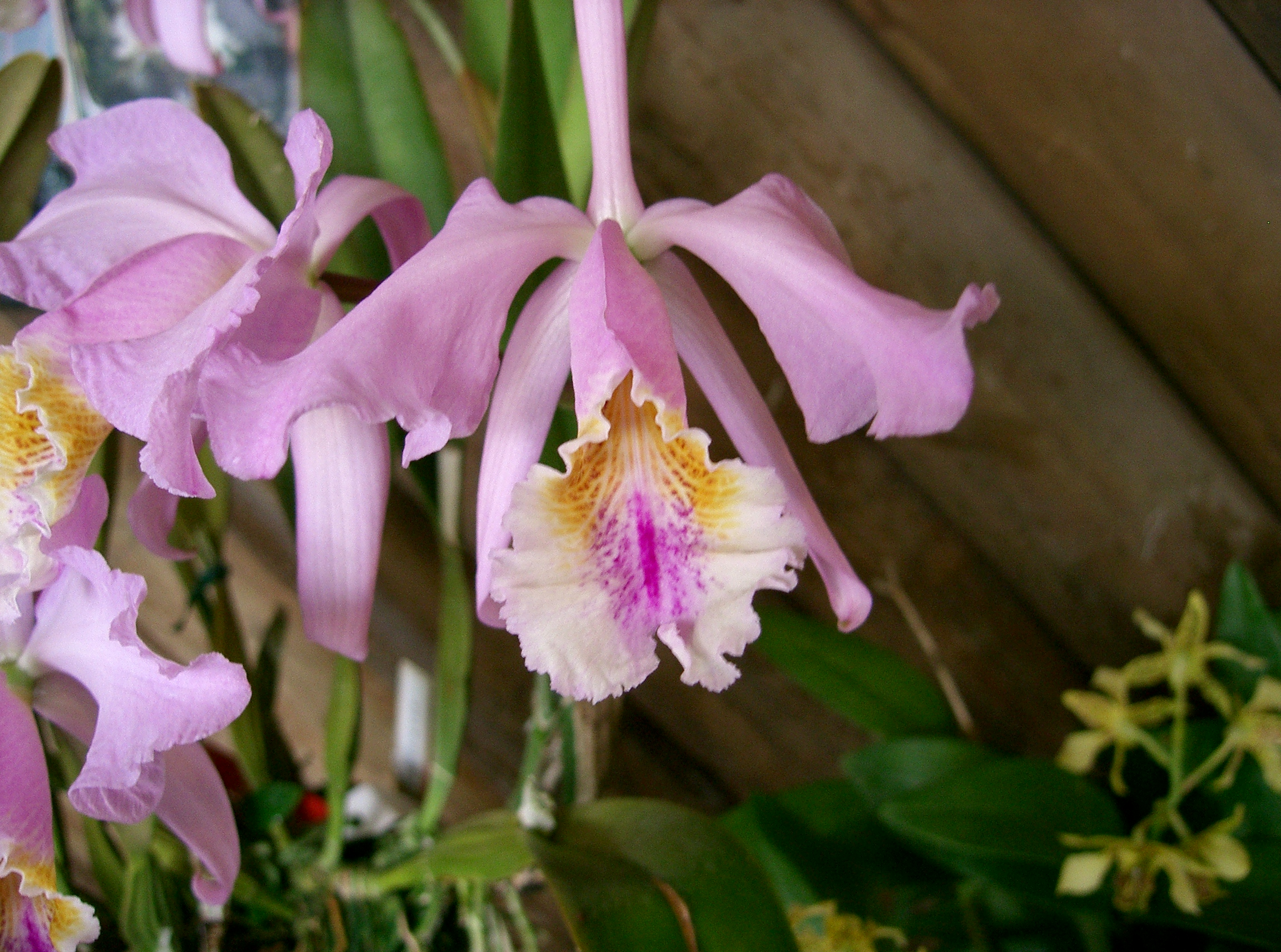
Cattleya mossiae

- فنزويلا – «زهرة أيار» (Cattleya mossiae) (الأوركيدا)

## روابط خارجية
- صفحة الحياة النباتية في المقاطعات
- تغطية BBC لمسابقة الزهور في المقاطعة
- أزهار شعارات المقاطعات الكندية
- الأزهار الوطنية
- قائمة الأزهار الوطنية حسب المقاطعة